# Hymenophyllum dicranotrichum
Hymenophyllum dicranotrichum är en hinnbräkenväxtart som först beskrevs av Presl, och fick sitt nu gällande namn av Sadeb. Hymenophyllum dicranotrichum ingår i släktet Hymenophyllum och familjen Hymenophyllaceae. Inga underarter finns listade.